# Vaclav Melzer
Václav Melzer (26 de agosto de 1878 - 1 de mayo de 1968) fue un botánico, micólogo checo; que trabajó en anatomía microscópica y en genética de los hongos. Creó un nuevo reactivo modificando un hidrato de cloral con solución conteniendo IKI desarrollado por el botánico Arthur Meyer (1850– 1922). Melzer fue un especialista en el hongo Russula, un género en el que la amiloidía en la ornamentación de esporas y de esporas completas es de gran importancia taxonómica.

## Honores

### Eponimia
- Reactivo Melzer

Especies
- (Poaceae) Stipa melzeri (Martinovský) Klokov[3]

- (Ranunculaceae) Ranunculus melzeri Hörandl & Gutermann[4]
- La abreviatura «Melzer» se emplea para indicar a Vaclav Melzer como autoridad en la descripción y clasificación científica de los vegetales.[5]